# Charles Trefusis (19e baron Clinton)
Charles Rudolph Trefusis, 19e baron Clinton (9 novembre 1791 - 10 avril 1866), est un homme politique britannique conservateur. 

## Biographie
Clinton est le deuxième fils de Robert Trefusis (17e baron Clinton), et d'Albertina Marianna, fille de John Gaulis. Il fait ses études au Collège d'Eton et à l'Oriel College, Oxford. 
Clinton est élu député de Callington en 1813, siège qu'il occupe jusqu'en 1818,. Entre 1819 et 1833, il est commissaire aux accises. En 1832, il succède à son frère aîné dans la baronnie et entre à la Chambre des lords. 

## Mariage et descendance
Lord Clinton épouse en 1831 Elizabeth Georgiana Kerr, décédée en mars 1871, âgée de 63 ans, fille de William Kerr (6e marquis de Lothian). Ils ont quatre fils et sept filles, dont: 
- Charles Hepburn-Stuart-Forbes-Trefusis (20e baron Clinton), son fils aîné et héritier.
- Mark George Kerr Trefusis (en) (1836–1907), son deuxième fils, qui, en 1852, adopte le nom et les armes de Rolle après avoir hérité de son oncle maternel John Rolle (1er baron Rolle) (en) (1756 –1842), ce qui fait de lui le plus grand propriétaire foncier du Devon. Le domaine Rolle passe ensuite à son neveu Charles Hepburn-Stuart-Forbes-Trefusis (21e baron Clinton) (1863-1957).
- Colonel John Schomberg Trefusis (1852-1932).

Il meurt en avril 1866, à l'âge de 74 ans, et est remplacé dans la baronnie par son fils aîné Charles Hepburn-Stuart-Forbes-Trefusis (20e baron Clinton). 